# 巨型蜜蜂
巨型蜜蜂（學名：Apis dorsata），又稱大蜜蜂，是一種分布在南亞及東南亞的大型蜜蜂，廣泛分布在森林及特萊平原。成蟲通常約17~20公釐（0.7～0.8英寸）長。巨型蜜蜂主要在離地面很高無遮蔽的地方築巢，如樹枝、懸垂處，有時會在建築物裡。本種蜜蜂性情凶猛，當遭到敵人進攻時會持續不斷地攻擊直到敵人被擊退。本種雖然沒有被馴化，當地居民會用本種蜜蜂去採集蜂蜜及蜂蠟。

## 外部連結
- 维基共享资源上的相關多媒體資源：巨型蜜蜂